# سد دربندیخان
سد دربندیخان (به کردی: سورانی کردی: به‌نداوی ده‌ربه‌ندیخان، Darbandikhan Dam) یک سد خاکی چندمنظوره بر روی رودخانه دیاله در روستای دربندیخان در شمال استان سلیمانیه عراق است. این سد بین سالهای ۱۹۵۶ و ۱۹۶۱ ساخته شده‌است. هدف از این سد آبیاری، کنترل سیلاب، تولید برق آبی و تفریحی است. به دلیل ضعف در ساخت و ساز و بی‌توجهی، این سد و نیروگاه ۲۴۹ مگاواتی آن طی سالهای گذشته چندین تعمیر را پشت سر گذاشته‌است. احیای نیروگاه در سال ۲۰۰۷ آغاز شد و در سال ۲۰۱۳ به پایان رسید.

## تاریخچه ساخت سد دربندیخان
پس از اینکه شرکت مهندسی هارزا، (Harza Engineering Company) در ایالات متحده آمریکا سد را طراحی کرد، ساخت و ساز در سال ۱۹۵۶ آغاز شد. مخزن سد در نوامبر ۱۹۶۱ شروع به پر شدن شد و در همان سال سد کامل پر شد. پس از پر شدن مخزن، چندین مشکل به‌وجود آمد. در سال ۱۹۶۷، یک شکاف بزرگ در حدود ۱۰۰ متر (۳۲۸ فوت) در بالادست سد رخ داد. این و سایر خرابی‌های دیگر در سالیان گذشته به‌طور مداوم در حال تعمیر هستند. بستر زیر سد و rip-rap در قسمت بالادست سد نیز در سال‌های ۱۹۹۹ و ۲۰۰۰ تعمیر شد.
بین سالهای ۱۹۸۳ و ۱۹۸۵توربین‌های نیروگاه سد توسط شرکت‌های آلمانی (Polensky & Zöllner) و ژاپنی (Mitsui) جایگزین شد. ژنراتورهای اصلی ۲ × ۸۰۰ کیلو وات با ژنراتورهای ۸۳ مگاواتی نیروگاه فعلی جایگزین شدند. این ژنراتورها در سال ۱۹۹۰ پس از آرام شدن اوضاع سیاسی در کشور راه اندازی شدند. در طول جنگ ایران و عراق بخش سرریز سد و سایر قسمت‌های سد در اثر بمباران آسیب دیدند. در سال ۱۹۹۰ نیز نیروگاه سد در اثر بمباران نیروهای ارتش عراق آسیب دید. در سال ۲۰۰۷، بانک جهانی یک پروژه ۳۵٫۳۶ میلیون دلاری برای تعمیر سدهای دربندیخان و دوکان آغاز کرد. تعمیرات سد دربندیخان ۱۸/۸۵ میلیون دلار هزینه داشت و در سال ۲۰۱۳ به اتمام رسید.